# 小行星1748
小行星1748（1748 Mauderli）是一颗围绕太阳公转的小行星。1966年9月7日，保羅·維爾特在齐美尔瓦尔德发现了此天体。
該小行星以瑞士天文學家西格蒙德·莫德利（Sigmund Mauderli）命名。
这颗小行星的绝对星等为10.7等。